# جواز سفر طاجيكي
جواز سفر طاجيكي يصدر لمواطني جمهورية طاجيكستان لتمكينهم من السفر خارج البلاد. وهو دليل على المواطنة الطاجيكية.

## جواز السفر الإلكتروني
أصدر جواز السفر الإلكتروني في 1 فبراير 2010. لا يمكن التعرف بسهولة على الرقاقة بصريًا ولكن يعرف باستخدام رمز جواز السفر البيومتري لمنظمة الطيران المدني الدولي أسفل الغلاف الأمامي.

## الصلاحية
صلاحية جواز السفر الطاجيكي العادي لمدة 10 سنوات، بينما صلاحية جوازات السفر الدبلوماسية وجوازات السفر الإلكترونية لمدة 5 سنوات للسفر الدولي.

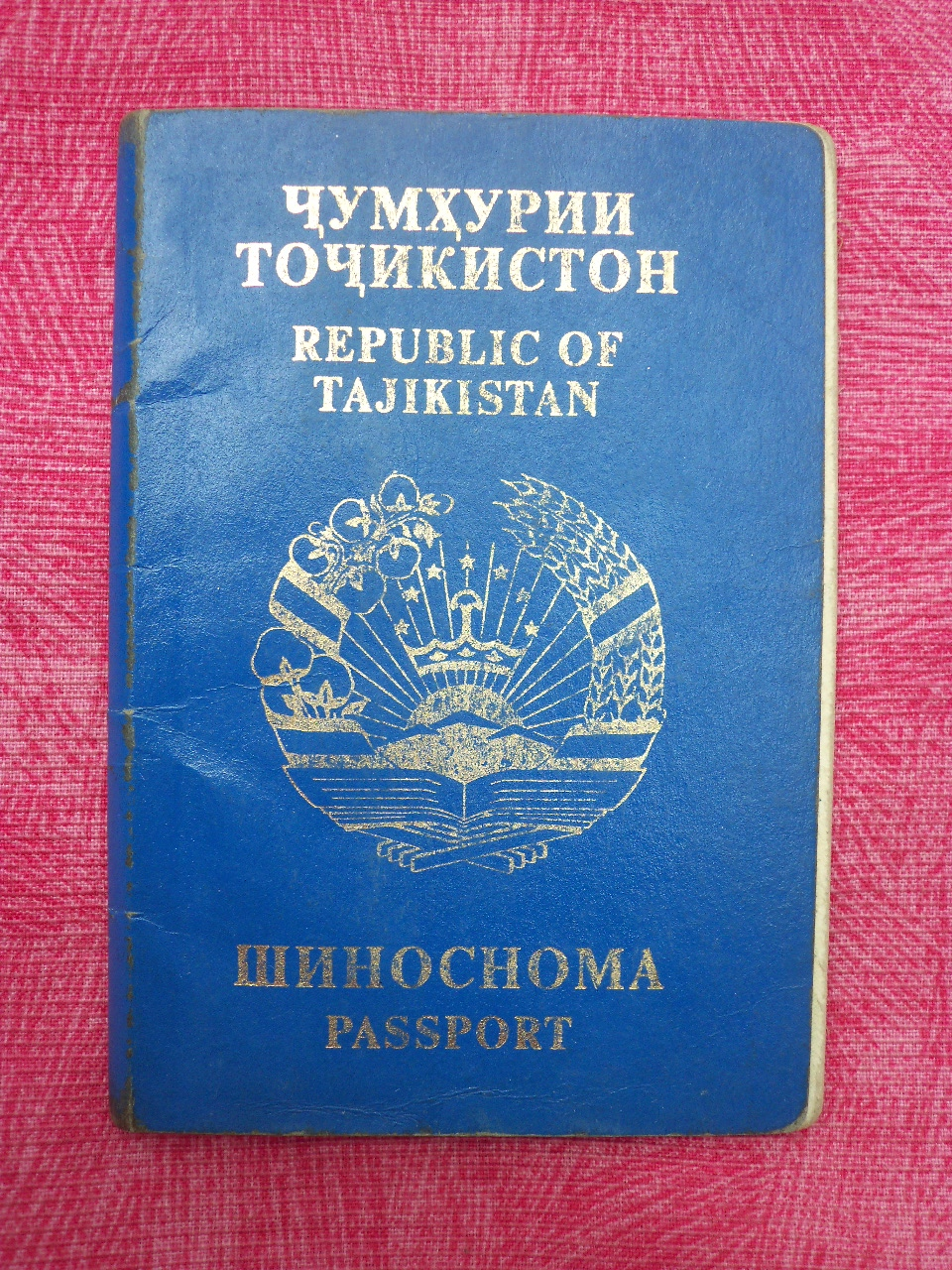
جواز سفر طاجيكستان 2005

## غلاف جواز السفر

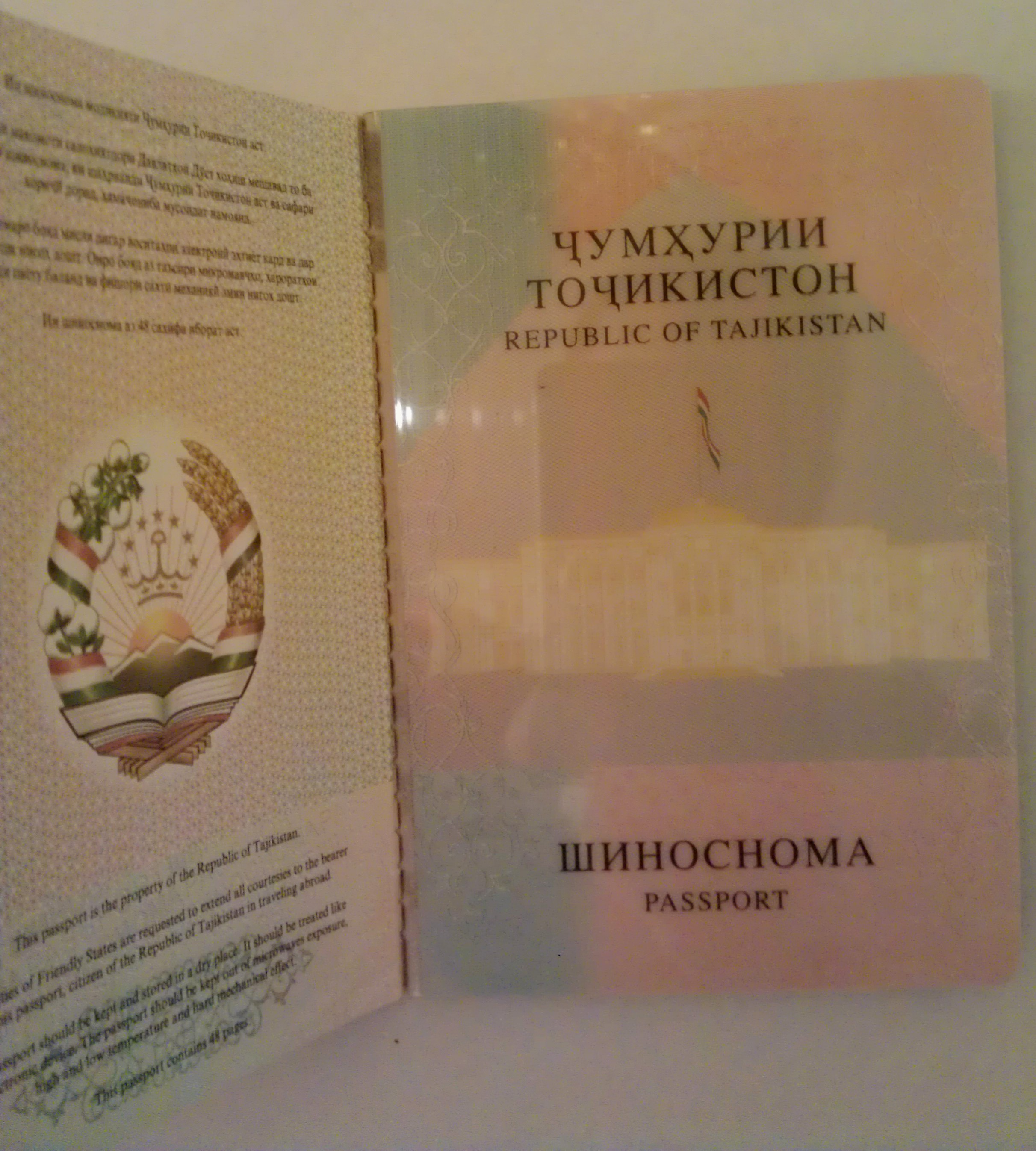
جواز سفر طاجيكستان الإلكتروني

أغلفة جوازات السفر الطاجيكية زرقاء اللون مع جملة جمهورية طاجيكستان باللغة الطاجيكية أعلى الجواز وباللغة الإنجليزية في الأسفل. يوجد شعار النبالة الطاجيكي منقوش في وسط الجواز، ويليه في الجزء السفلي كلمة جواز السفر باللغتين الطاجيكية والإنجليزية.